# Розовая теория
«Розовая теория» (тайск. ทฤษฎีสีชมพู Thritsadi Si Chomphu), международный релиз состоялся под названием Gap: The Series — тайский романтический комедийный сериал 2022 года с Сарочей Чанкимхой и Ребеккой Патрисией Армстронг в главных ролях. Экранизация одноимённого романа Devil Planoy (เจ้าปลาน้อย). Срежиссирован Нуттапонгом Вонгкавепайроджем, спродюсирован IDOLFACTORY. Транслировался каждую субботу с 19 ноября 2022 года по 11 февраля 2023 года на Третьем канале и YouTube-канале IDOLFACTORY.
«Розовая теория» — первый в Таиланде сериал, сфокусированный исключительно на романтических отношениях между двумя девушками. Из-за его огромной популярности, считается, что он проложил путь для популяризации жанра GL. На ноябрь 2023 года число просмотров только на YouTube превысило 600 миллионов.

## Сюжет
С тех пор, как много лет назад Сам (Сароча Чанкимха) пришла на помощь Мон (Ребекка Патрисия Армстронг), она начала считать её своим образцом для подражания. Закончив учёбу в университете, Мон решает устроиться на работу в компанию Сам, помня её очень доброй и поддерживающей, однако та оказывается жестоким и холодным человеком. Чем ближе Мон становится к Сам и чем больше барьеров преодолевает, тем сильнее меняются их чувства: от обожествления со стороны Мон и безразличия со стороны Сам — к любви. Однако на пути к счастью стоит множество препятствий: гендерные стереотипы, 8-летняя разница в возрасте, правила компании и положение в обществе, поскольку Сам является потомком королевской семьи.

## Актёрский состав и персонажи

### Основной состав
- Фрин Сароча Чанкимха (Фрин) в роли «Сам» Саманон Анантракул
- Ребекка Патрисия Армстронг (Бекки) в роли «Мон» Корнкамон Пхетпайлин[4]
- Тасаван Сенивонгсе в роли бабушки Сам
- Асаварид Пинитканджанапун в роли Кирка

### Второстепенный состав
- Лукнам Орнтара Пулсак в роли Джим
- Ирин Урасая Малайвонг в роли Юки
- Ратчанон Канпианг в роли Нопа
- Пунниса Сирисанг в роли Кейд
- Ной Натнича Ворракиттикун в роли Ти
- Майнд Саварос Некхам в роли Нуенг
- Потида Буми в роли Сонг
- Джирават Вачирасарунпат в роли Аона
- Амата Пияванич в роли Пон
- Тонгтонг Мокджок в роли Мхи
- Суттатип Вутчайпрадит в роли Ной
- Нацини Чароэнситтисап в роли Я
- Чирапатр Пингканонт в роли Чина

### Гостевые роли
- Суппапонг Удомкаевканджана в роли Фума
- Аманда Дженсен в роли Ниты
- Сулакс Сирипаттарапонг в роли Шер
- Прайя Падунгсук в роли Рисы
- Патчанон Унса-ард в роли Ноа (из сериала SCOY)
- Вичай Саефант в роли То (из сериала SCOY)
- БонБон Армстронг в роли Суа/Сингхи

Тайно влюблен в тебя = SCOY (Secret Crush On You)

## Производство и восприятие
«Гап» был заявлен как первый GL сериал в Таиланде. Проект стартовал 22 августа 2021 года, со сразу утвержденным основным актёрским составом. Кастинг по поиску актёров на роли второго плана состоялся 13 ноября 2021 года.
К сожалению, после выхода пилотного эпизода 14 мая 2022 года, сериал получил негативные отзывы. Было принято решение скорректировать сценарий, а также изменить локации, из-за чего старт съемок был перенесен на 20 июня 2022 года. Официально съемки завершились 22 октября 2022 года.
В конце концов, финальная версия сериала получила исключительно положительный отклик, что привело к тому, что Фрин и Бекки получили множество наград, совершили собственное мировое турне и подтвердили, что они сыграют главные роли в других проектах GL, таких как «Уран 2324», «Пассажир» и сериал «The Loyal Pin».

## Оригинальный саундтрек
| Нет. | Название трека                           | Исполнитель                                  | Протяженность |
| ---- | ---------------------------------------- | -------------------------------------------- | ------------- |
| 01   | «Розовая теория»                         | Сароча Чанкимха и Ребекка Патрисия Армстронг | 3:11          |
| 02   | «Шепот»                                  | Сароча Чакимха                               | 3:59          |
| 03   | «Из-за тебя»                             | Pinpin                                       | 3:28          |
| 04   | «คิดเหมือนกัน (Совпадающие мысли)»          | Ребекка Патрисия Армстронг                   | 3:08          |
| 05   | «คำสั่งจากหัวใจ (Приказ от сердца)»         | Сароча Чакимха                               | 3:21          |
| 06   | «อย่าจบกันแบบนี้ (Не заканчивай это так)»    | Орнтара Пулсак                               | 4:07          |
| 07   | «ทฤษฎีรักนี้สีชมพู Pink Theory (версия Bossa)» | Сароча Чанкимха и Ребекка Патрисия Армстронг | 2:56          |
| 08   | «นี่น่ะหรือ (Это оно?)»                      | Асаварид Пинитканджанапун                    | 3:25          |
| 09   | «Выходи за меня»                         | Суппапонг Удомкаевканджана                   | 3:16          |
| 10   | «แค่นี้พอ (Этого достаточно)»               | Асаварид Пинитканджанапун                    | 4:06          |
| 11   | «ฉันไม่ยอมแพ้ (Я не сдамся)»                | Орнтара Пулсак                               | 4:33          |
| 12   | «Больше никакого блюза»                  | Сароча Чанкимха и Ребекка Патрисия Армстронг | 3:20          |

## Награды и номинации
| Год      | Премия                                      | Категория                                    | Номинант                                         | Результат |
| -------- | ------------------------------------------- | -------------------------------------------- | ------------------------------------------------ | --------- |
| 2023 год | 36-я премия Huading Awards (Китай)          | Самая популярная актриса телесериала в мире  | Ребекка Патрисия Армстронг                       | Номинация |
| 2023 год | Премия KAZZ Awards (Таиланд)                | Популярная женская подростковая премия       | Фрин Сароча Чанкимха                             | Победа    |
| 2023 год | Премия KAZZ Awards (Таиланд)                | Восходящая женщина года                      | Ребекка Патрисия Армстронг                       | Победа    |
| 2023 год | Премия KAZZ Awards (Таиланд)                | Пара года                                    | Сароча Чанкимха и Ребекка Патрисия Армстронг     | Победа    |
| 2023 год | Премия KAZZ Awards (Таиланд)                | Сериал года                                  | «Gap: The Series»                                | Победа    |
| 2023 год | Премия NINEENTERTAIN AWARDS 2023 (Таиланд)  | Приз зрительских симпатий                    | Фрин Сароча Чакимха и Ребекка Патрисия Армстронг | Победа    |
| 2023 год | Премия MAYA TV AWARDS 2023 (Таиланд)        | Премия «Песня года»                          | «Теория розового цвета»                          | Номинация |
| 2023 год | Премия MAYA TV AWARDS 2023 (Таиланд)        | Премия «Сериал года»                         | «Gap: The Series»                                | Номинация |
| 2023 год | Премия MAYA TV AWARDS 2023 (Таиланд)        | Премия «Восходящая звезда года» среди женщин | Фрин Сароча Чанкимха                             | Победа    |
| 2023 год | Премия MAYA TV AWARDS 2023 (Таиланд)        | Премия «Восходящая звезда года» среди женщин | Ребекка Патрисия Армстронг                       | Номинация |
| 2023 год | Премия MAYA TV AWARDS 2023 (Таиланд)        | Премия «Пара года»                           | Фрин Сароча Чакимха и Ребекка Патрисия Армстронг | Победа    |
| 2023 год | Премия SEC Awards 2023 (Бразилия)           | Лучший азиатский сериал                      | «Gap: The Series»                                | Победа    |
| 2023 год | Премия SEC Awards 2023 (Бразилия)           | Любимая пара из сериалов                     | Фрин Сароча Чакимха и Ребекка Патрисия Армстронг | Победа    |
| 2023 год | Премия Thai Update Awards 2023 (Таиланд)    | Лучший сериал                                | «Gap: The Series»                                | Победа    |
| 2023 год | Премия FEED Y Capital Awards 2023 (Таиланд) | Пара года                                    | Фрин Сароча Чакимха и Ребекка Патрисия Армстронг | Победа    |
| 2023 год | Премия FEED Y Capital Awards 2023 (Таиланд) | Актриса года                                 | Ребекка Патрисия Армстронг                       | Победа    |
| 2023 год | Премия FEED Y Capital Awards 2023 (Таиланд) | Сериал года                                  | «Gap: The Series»                                | Победа    |
| 2023 год | Премия HOWE Awards 2023 (Таиланд)           | HOWE Награда за самый горячий сериал 2023    | «Gap: The Series»                                | Победа    |
| 2023 год | Премия HOWE Awards 2023 (Таиланд)           | HOWE Награда за лучшую пару 2023 года        | Фрин Сароча Чакимха и Ребекка Патрисия Армстронг | Победа    |
| 2023 год | Премия BreakTudo Awards 2023 (Бразилия)     | Любимая шипперская пара                      | Фрин Сароча Чакимха и Ребекка Патрисия Армстронг | Победа    |